# Canale su Longuvresu
Canale su Longuvresu este o arie protejată (arie specială de conservare — SAC, sit de importanță comunitară — SCI) din Italia întinsă pe o suprafață de 8,57 ha, integral pe uscat.

## Localizare
Centrul sitului Canale su Longuvresu este situat la coordonatele 39°01′53″N 8°53′43″E / 39.031389°N 8.895278°E.

## Înființare
Situl Canale su Longuvresu a fost declarat sit de importanță comunitară în iunie 1995 pentru a proteja 3 specii de animale. Situl a fost protejat și ca arie specială de conservare în aprilie 2017.

## Biodiversitate
Situată în ecoregiunea mediteraneană, aria protejată conține 3 habitate naturale: Păduri de Quercus ilex și Quercus rotundifolia, Tufărișuri termo-mediteraneene și de pre-deșert, Păduri mediteraneene de Taxus baccata.
La baza desemnării sitului se află mai multe specii protejate:
- păsări (2): acvilă de munte (Aquila chrysaetos), silvie de tufiș (Sylvia undata)
- mamifere (1): Cervus elaphus corsicanus

Pe lângă speciile protejate, pe teritoriul sitului au mai fost identificate 13 specii de păsări.